# 阿姆里耶
35°32′N 1°01′W / 35.533°N 1.017°W

阿姆里耶（阿拉伯语：‎），是阿爾及利亞的城鎮，位於該國西北部，由艾因泰穆尚特省負責管轄，是阿姆里耶區的首府，面積90平方公里，2010年人口22,572，人口密度每平方公里250人。